# 倉橋健太
倉橋 健太（くらはし けんた、1983年3月14日 - ）は、日本の実業家。株式会社プレイド創業者で、同社代表取締役CEO。

## 人物・来歴
大阪府で自営業者の家に生まれる。2001年同志社香里高等学校卒業。2005年に同志社大学法学部卒業後、楽天に入社し、楽天市場のマーケティングなどに携わった。2011年プレイドを設立し、代表取締役CEOに就任。デジタルマーケティングSaaS事業を展開し、2020年には東京証券取引所マザーズに上場を果たした。